# Olonne-sur-Mer
Olonne-sur-Mer är en kommun i departementet Vendée i regionen Pays de la Loire i västra Frankrike. Kommunen ligger i kantonen Les Sables-d'Olonne som tillhör arrondissementet Les Sables-d'Olonne. År 2017 hade Olonne-sur-Mer 15 061 invånare.

## Befolkningsutveckling
Antalet invånare i kommunen Olonne-sur-Mer
| Referens: INSEE |